# Philippe Monloubou
Philippe Monloubou, né le 9 février 1955, est un dirigeant d'entreprises français. Il est président du directoire d'Enedis de 2014 à 2020. 

## Vie privée
Philippe Monloubou a trois enfants qui ont tous intégré une école de commerce. Il parle français, allemand et anglais couramment et a gardé quelques notions d'arabe d'une partie de son enfance au Maroc.

## Carrière professionnelle
Philippe Monloubou est diplômé de l'École spéciale des travaux publics et de l'Institut d'Administration d'Entreprises de Rennes.
Sur le conseil d'un proche de sa promotion à l'ESTP, il commence sa carrière chez EDF en 1979 et intègre le service Distribution de la société. Après s'être occupé d'une agence commerciale, puis d'une base travaux, il est nommé DRH d'EDF GDF Services Savoie et s'occupe de la modernisation du dialogue social. 
En 1993, il est chargé des investissements d'EDF à l'étranger et plus précisément du développement de l'entreprise en Amérique du Sud. Il crée alors le bureau d'EDF à Buenos Aires, en Argentine. Il est alors membre du conseil d'administration des plusieurs sociétés établies sur le continent. Trois ans plus tard, en 1996, il retourne en France et dirige une unité près de Lyon en tant que Directeur d'EDF GDF Services de Vienne Pays du Rhône avant de devenir en 1999 délégué régional d'EDF et de Gaz de France ainsi que Directeur d'EDF GDF Services en Corse, surnommé "l'école de guerre d'EDF" par un cadre du groupe, où il gère l'ensemble de la production et de la distribution d'électricité et de gaz. Il est nommé en 2002 directeur délégué d'EDF GDF Services France chargé des domaines « réseau électricité » et « clientèle ».  
En 2004, il quitte la Distribution d'EDF et rejoint la Direction Commerciale. Il est d'abord directeur de la division Particuliers et Professionnels, chargé notamment de la préparation de la société à l'ouverture du marché en 2007, avant de devenir en 2011 Directeur Commercial pour la France du Groupe EDF, qui possède à l'époque 27 millions de clients particuliers.  
En juin 2013, il est mandaté par le Président d'EDF, Henri Proglio, « d'une mission dans le domaine des compteurs communicants, première étape du développement des systèmes électriques dits intelligents ».  
Philippe Monloubou est nommé Président du Directoire d'ERDF en janvier 2014,. ErDF est devenu Enedis le 31 mai 2016. Un de ses premiers projets est le lancement de "Plus loin ensemble", un projet de mobilisation du service public de la distribution autour de la consolidation de ses fondamentaux industriels, de la transformation numérique de ses métiers et du renforcement de sa proximité avec les territoires à l’heure de la Transition énergétique.  
Il continue à travailler simultanément sur le financement et le développement du projet Linky, y compris à l'étranger.  
Philippe Monloubou a été élu en octobre 2015 Président de l'association "Think Smartgrids" créée en avril 2015 et qui se propose de réunir l'ensemble des acteurs de la filière industrielle française des réseaux électriques dits intelligents (« acteurs de l’électrotechnique, des automatismes, des équipements de télécommunication, des systèmes d’information, des modèles de marché et de régulation ») pour soutenir leur émergence en France et dans le reste du monde.
 Chevalier de l'ordre national du Mérite depuis le 13 mai 2016.
Il quitte ses fonctions de Président d’Enedis le 9 février 2020, jour de ses 65 ans, limite d’âge imposée par les statuts de l’entreprise. Il est remplacé à son poste par Marianne Laigneau, alors Directrice de la Direction Internationale d’EDF.

## Engagement associatif
Dans les années 90, alors que Philippe Monloubou est Directeur d'EDF GDF Services de Vienne Pays du Rhône, il est également président de Rhône Pluriel Initiatives, une association visant à accompagner les créateurs et repreneurs d'entreprises dans leurs démarches. 
En octobre 2015, il succède à Dominique Maillard en tant que Président de l'association "Réseaux Electriques Intelligents - Smartgrids France", visant à promouvoir le savoir-faire français en matière de SmartGrids,.
En septembre 2020, il intègre le conseil d’administration de l'ONG Electriciens sans frontières, qui lutte contre les inégalités d’accès à l’électricité et à l’eau dans le monde.